# Standschützen Oberwinterthur

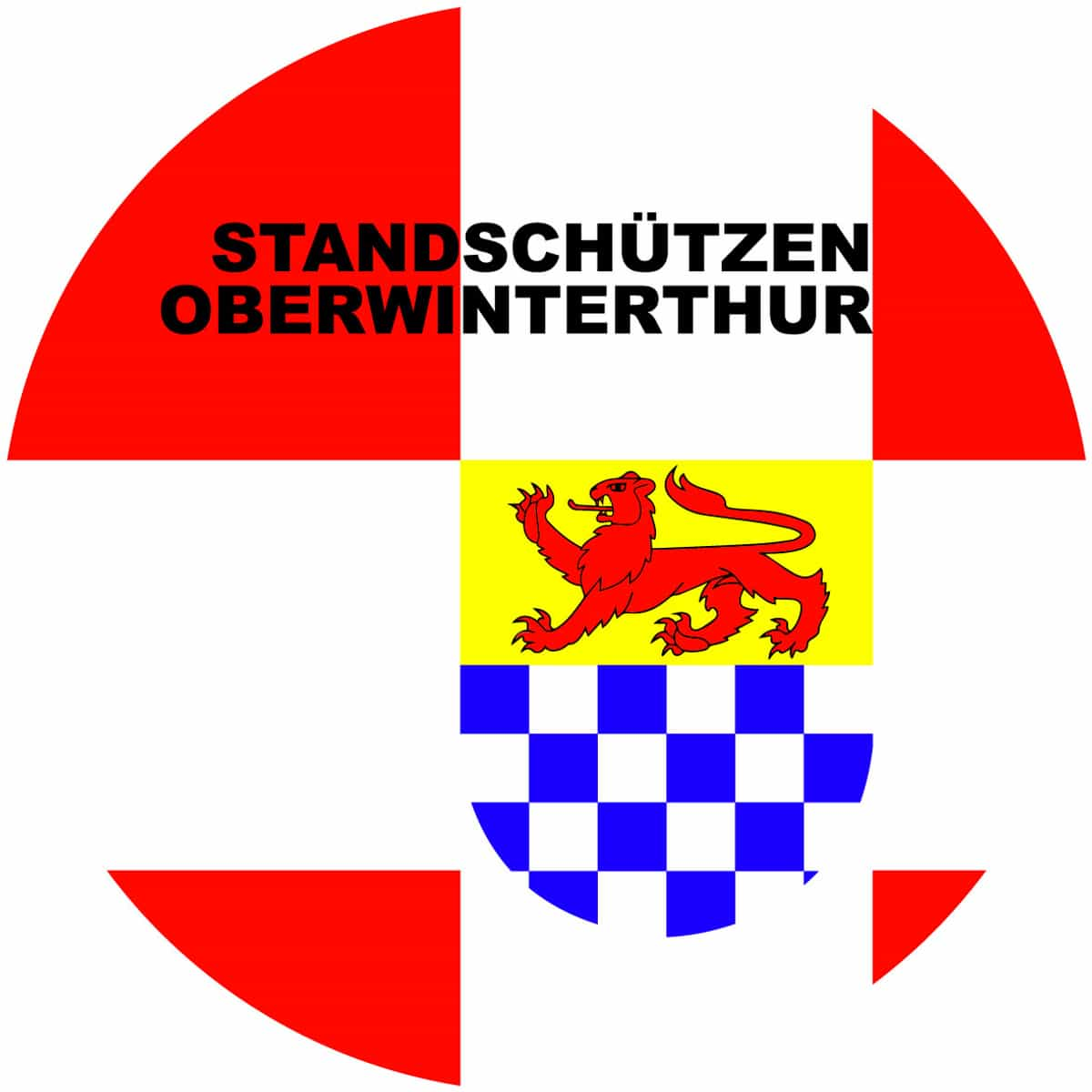
Vereinslogo mit dem Wappen Oberwinterthurs

 Die Standschützen Oberwinterthur sind ein Schweizer Schiessverein aus dem Winterthurer Stadtkreis Oberwinterthur. Der Verein gehörte in den letzten Jahren zu den besten Schweizer Vereinen in der Kategorie 300 m Gewehr (Sport).

## Geschichte
Ein erster Schützenverein bestand in Oberwinterthur ab 1811, wurde jedoch 1858 wieder aufgelöst. Der erste Vorgängerverein der heutigen Standschützen Oberwinterthur wurde am 25. November 1866 als Schützenverein Oberi gegründet; dieses Datum gilt heute als Gründungsdatum der Standschützen Oberwinterthur. Um 1869 wird im Schützenverein bereits das «Absenden» (ursprünglich stand der Begriff u. a. für das Schiessende, weil eine bestimmte Zeit vorüber war oder es finster wurde, heute wird er benutzt für die Rangverkündigung und Preisverteilung) in der Wirtschaft zum Rössli erwähnt. 1882 trat der Verein dem Kantonalen Infanterie-Schiessverein bei, dessen Zentralschiessen 1896 vom Schützenverein organisiert wurde. Ebenfalls 1882 kam die Pflicht, dass alle militärdienstpflichtigen Männer einem Schiessverein beitreten. Ab 1884 kannte der Verein Passivmitglieder.
1902 wurde mit der Schützengesellschaft Oberwinterthur der zweite Vorgängerverein gegründet. 1910 wechselte der Schützenverein vom bisherigen provisorischen Schiessstand im Ohrbühl zu einem neuen Schiessplatz in Zinzikon. 1910 beteiligte sich der Verein mit 800 Fr. an den Gesamtkosten von 1300 Fr. für das neue Schützenhaus, das noch im Herbst desselben Jahres eingeweiht wurde. Im selben Jahr kam es auch zur Gründung des Schützenverbands Oberwinterthur. 1912 wurde das Restaurant «Freieck» zum neuen Vereinslokal.
Als 1930 mit dem Arbeiterschiessverein ein dritter Schiessverein in Oberwinterthur gegründet wurde, kam es 1932 (Inventar und Übergabe an den neuen Verein am 18. Januar 1933) zur Fusion des Schiessvereins und der Schützengesellschaft zu den Standschützen Oberwinterthur. 1945 führten die Standschützen erstmals das Mörsburgschiessen durch. 1957 kam es zur Erstausgabe des Vereinsorgans «Standschütz». 1962 wurde eine neue Schützenstube gebaut. 1963 wurde Hans Gmür mit dem Sturmgewehr 57 Schweizer Meister und am Eidgenössischen Schützenfest Dritter. 1982 kehrten die Standschützen von Zinzikon wieder auf den Schiessplatz Ohrbühl zurück. 1994 fand letztmals das Mörsburgschiessen statt, das wegen zu tiefer Teilnehmerzahl wieder eingestellt wurde.
Am Eidgenössischen Schützenfest 2005 schaffte es Marcel Ochsner als einziges Nicht-Nationalmannschaftsmitglied in den Ausstich der besten acht Schützen, am Schützenfest 2010 kam er mit dem Sportgewehr auf den 2. Rang. 2007 und 2009 gewann er zusammen mit Christof Carigiet und Kurt Maag die Schweizerische Mannschafts-Matchmeisterschaft mit dem Standardgewehr 2-Stellung. 2007 stieg der Verein in der Ostschweizer Mannschaftsmeisterschaft in die höchste Liga auf.
In den 2010er-Jahren erhielt der Verein durch seine NLA-Zugehörigkeit in der Kategorie 300 m Gewehr (Sport) Zulauf von mehreren guten Schützen, die für den Verein mehrere Titel auf nationaler Ebene holten. 2013 wurde Christof Carigiet, der 2012 dem Verein beigetreten war, Schweizer Meister im Sturmgewehr 90 2-Stellungsmatch. Ausserdem gewannen die Standschützen im selben Jahr Bronze an der Schweizer Sektionsmeisterschaft. Mit René Homberger wurde ein weiteres Neumitglied 2013 Schweizer Meister im 300-m-Liegendmatch (und zweimal Vizemeister im CISM-Schnellfeuer 3×20 und in der CISM-Kombination), und 2015 wurde Neumitglied Claude-Alain Delley Schweizer Meister über 50 und 300 Meter sowie im Stutzermatch 3×40. René Homberger wurde im gleichen Jahr Schweizer Meister im CISM-Schnellfeuer und in der CISM-Kombination.
2016 holte der Verein an der Schweizer Sektionsmeisterschaft Silber und an der Gruppenmeisterschaft den Meistertitel im Gewehrmatch auf 300 m. 2018 wurden die Standschützen Dritte und 2019 Dritte in der Sektions- und Zweite in der Gruppenmeisterschaft in der gleichen Kategorie. 2021 gewann der Verein die Ostschweizer Mannschaftsmeisterschaft über 300 Meter. 2022 konnte der Verein erstmals die Schweizerische Sektionsmeisterschaft über 300 m Gewehr Sport gewinnen und wurde Zweiter an der Gruppenmeisterschaft.